# Arundinaria shiobarensis
Arundinaria shiobarensis là một loài thực vật có hoa trong họ Hòa thảo. Loài này được Nakai mô tả khoa học đầu tiên năm 1934.